# كاموف كا-26
كاموف كا-126 يطلق عليها الناتو اسم (الشرير) هي طائرة هليكوبتر سوفيتية خفيفة متعددة الاغراض مع دوارات محورية،الطائرة تطوري من كا-26 حيث تم إضافة لها محرك جديد، ومزودة بمحرك توريني، ونظام جديد للوقود.

## التطوير
بدا التطوير عام 1984, مبكرا وتم اكمال اختبار مركبات برية أوائل عام 1986, وأول طيران لها كان في عام 1988 19 تشرين الأول وقد تم التخلي عن كا-128، وتختلف عنها فقط في محطة توليد الكهرباء، وإضافة علبة التروس المتوسطة.

## التصميم
بالمقارنة مع كا-26 فأن تم تغيير معرك، وزياردة كبيرة في الحمولة/التحمل/النطاق، والاستخدام على مدار السنة أكبر، وتشمل المعدات المحدثة الجديدة صغيرة الحجم سبرايجير.

## النسخ
- كا-126 الشرير- بي:

واحد أو اثنين من طاقم يقودون هلي كوبتر خفيفة، مدعومة بمحركات توربينية. اختبرت عام 1986م وبنيت بترخيص في رومانيا وصنع منها 15 فقط.
- كامفوف كا في-60

طائرة مسلحة على ضوء مقترح مروحية مرافقة اسناد إلى كا-126.
- كا-128

نموذج أولي، ذو محرك توربيني.
- كامفوف كا-226

محرك توربيني

## المواصفات الفنية

### المواصفات الرئيسية
- الطاقم: يتكون طاقمها من طيارين إثنين.

- السعة: 6ركاب
- الطول:7.75[1]
- الأرتفاع:4.15م [1]
- دوار قطر:13.00 m[1]
- الوزن الفارغ:1,915كيلو غرام [4]

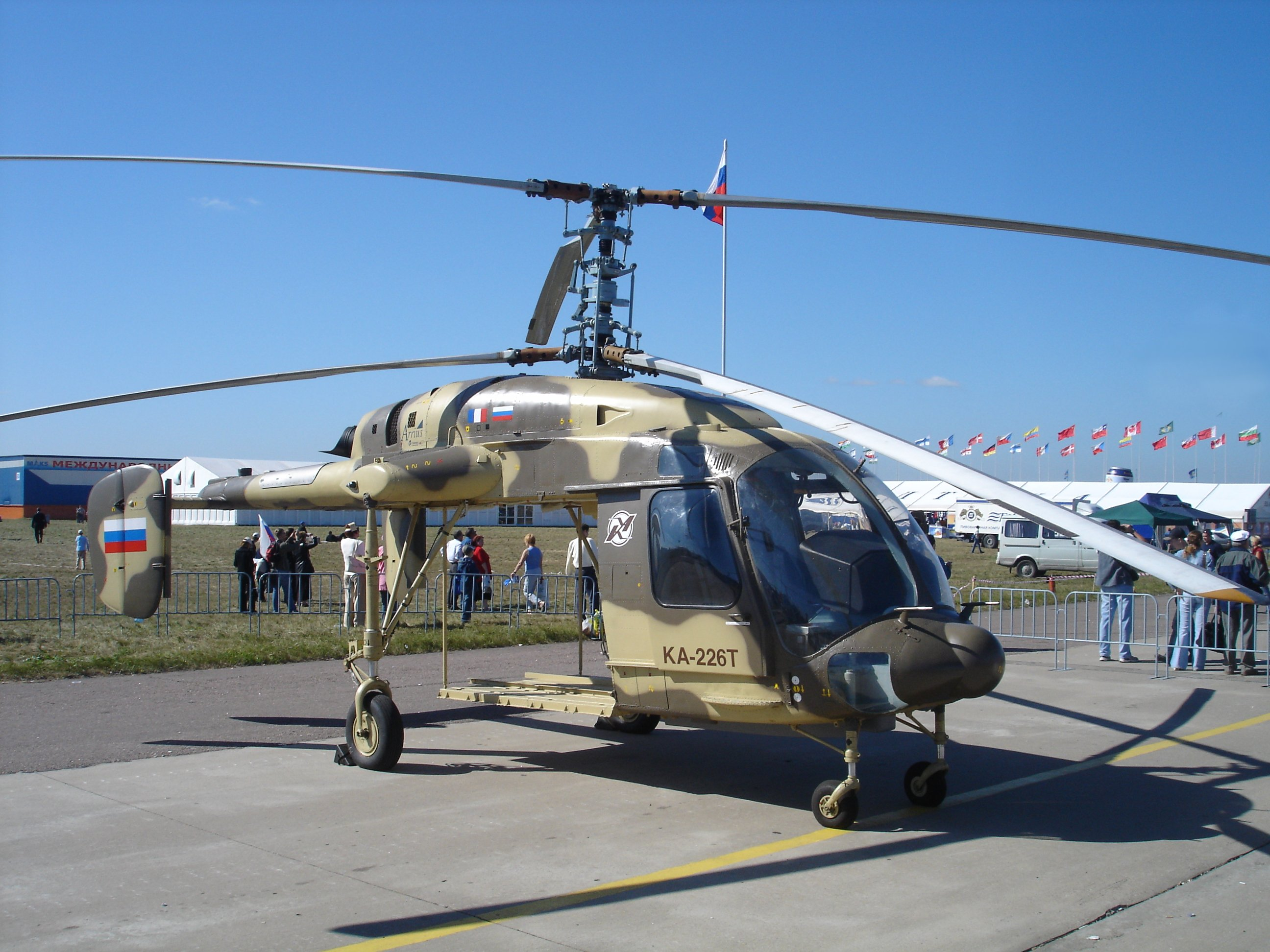

- حمولة: 1,000 كيلو غرام (2,205 رطلل)(تحميل متدلي) أو 1000 لتر(200«عفريت غالون») هوبر الكيميائية.

### الأداء

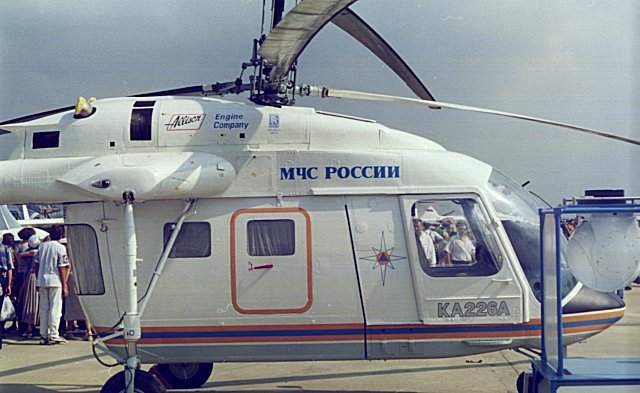

- أقصى سرعة:190 كيلو/الساعة

- المدى:400 كيلو متر m[1]
- خدمة السقف: 3,500 m[1][4]
- معدل الصعود:6.6متر m[1][4]

## انظر ايضآ
- كاموف كا-50
- كاموف كا-226